# Xatrac fosc
El xatrac fosc (Onychoprion fuscatus) és una espècie d'ocell de la família dels làrids (Laridae) d'hàbits pelàgics que habita tots els mars tropicals del món.

En color blau cel, àrea d'hivernació del xatrac fosc